# 가로수길

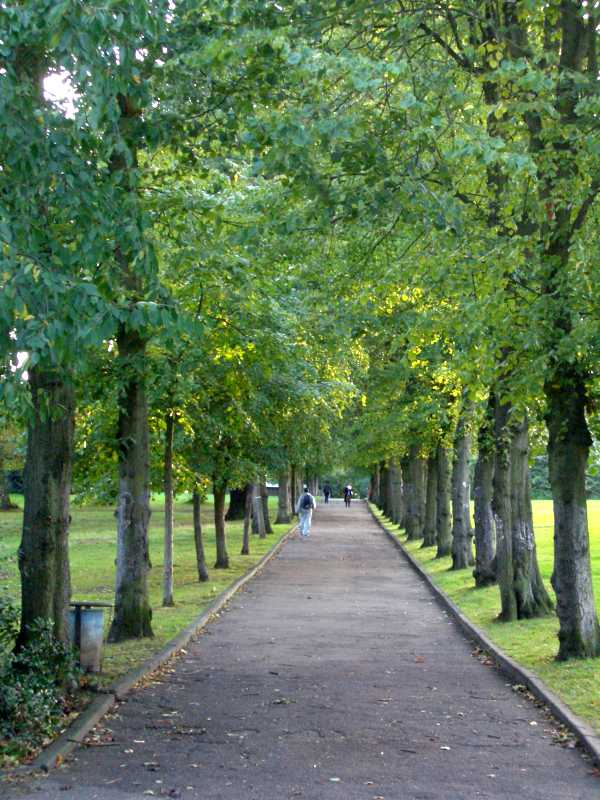
알렉산더 공원의 가로수길

가로수길(街路樹-)은 가로수가 양 옆으로 펼쳐져 있는 길을 말한다. 산책 등을 즐기기에 좋은 환경을 갖추고 있다.

## 같이 보기
- 불바르
- 산책로